# Aşağı Zeyid
Aşağı Zeyid è un comune dell'Azerbaigian situato nel distretto di Xaçmaz. Conta una popolazione di 908 abitanti.